# ICD-10 Kapitel XXII - Koder til specielle formål
ICD-10 Koder til specielle formål er det toogtyvende kapitel i ICD-10 kodelisten. Kapitlet indeholder koder til specielle formål.
| Kapitel XXII – Koder til specielle formål |
| ----------------------------------------- |
| U04 - Akut luftvejssyndrom (SARS)         |
| U80 - Penicillinresistens                 |
| U81 - Vancomycinresistens                 |
| U88 - Antibiotikaresistens                |
| U89 - Antibiotikaresistens, uspecificeret |

| Lægevidenskab | Spire Denne artikel om lægevidenskab er en spire som bør udbygges. Du er velkommen til at hjælpe Wikipedia ved at udvide den. |